# Teofil Wojciech Ostaszewski

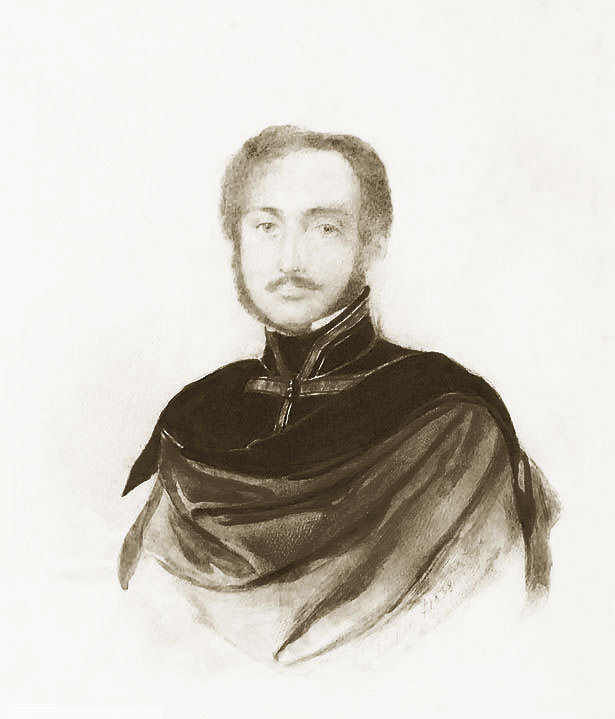
Teofil Wojciech Ostaszewski w 1838

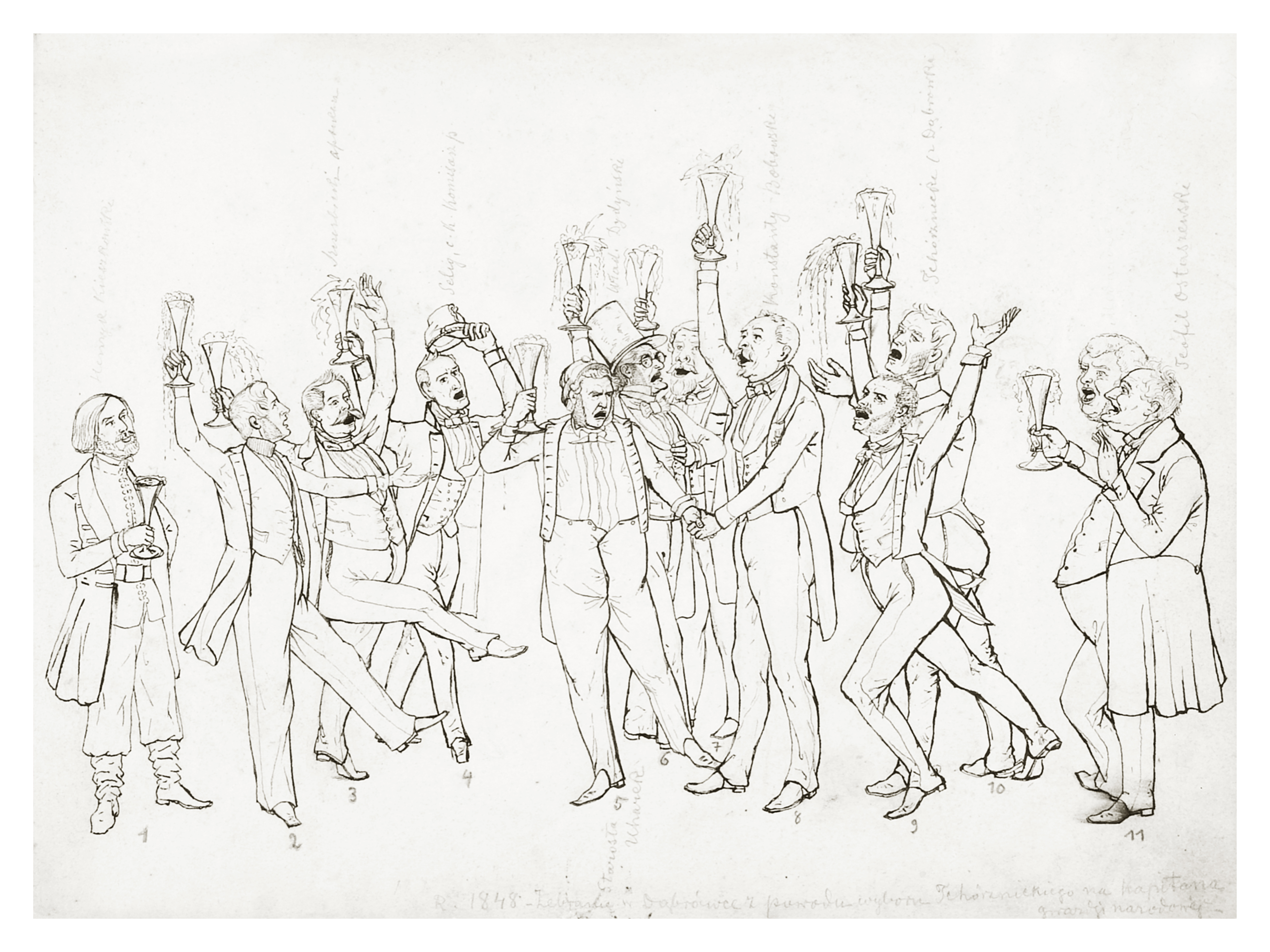
Teofil Ostaszewski i inni ziemianie i działacze z obwodu sanockiego w Galicji wznoszą toast z okazji powołania Gwardii Narodowej podczas Wiosny Ludów 1848.

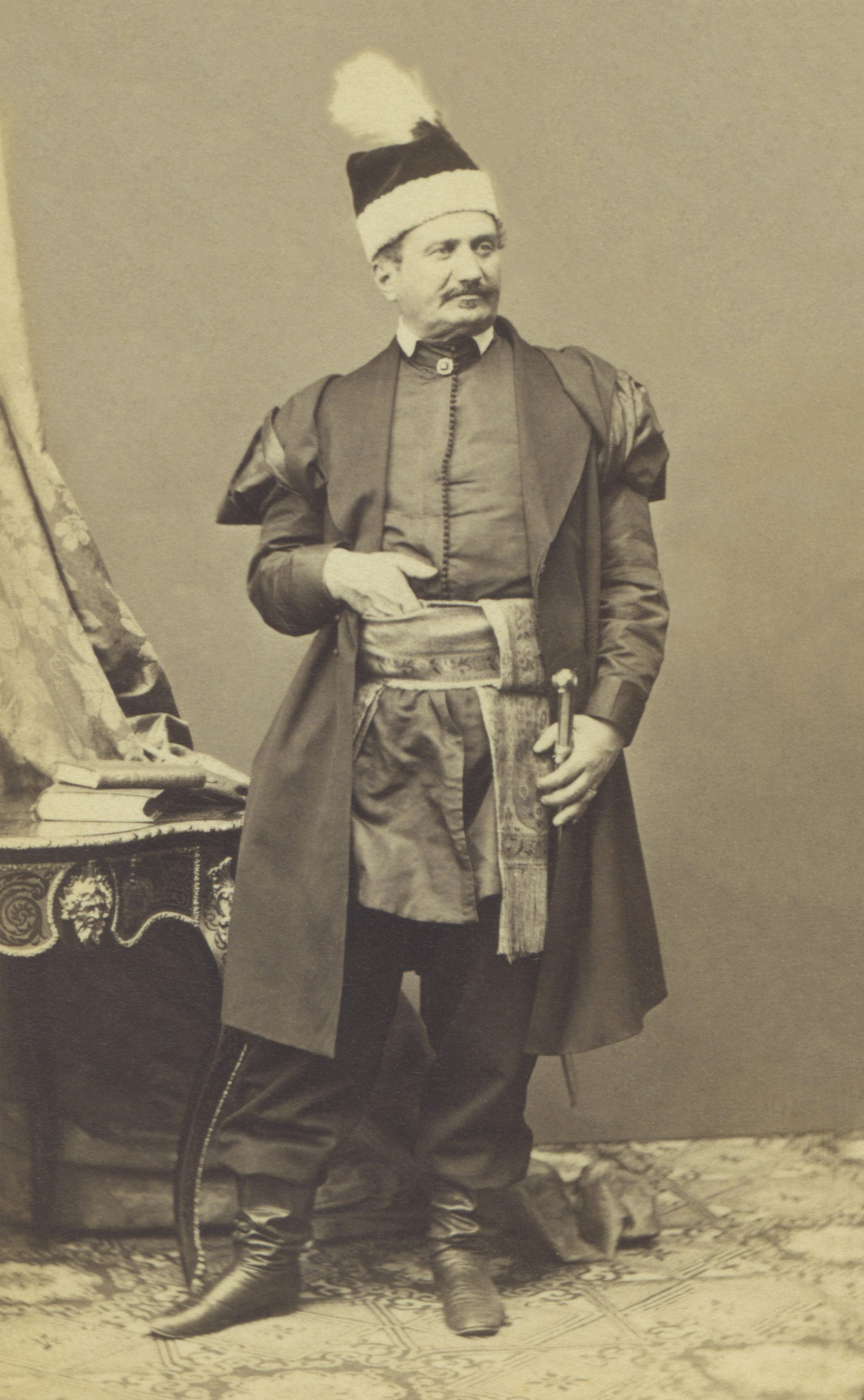
Teofil Ostaszewski w kontuszu i pamiątkowej czapce Gwardii Narodowej

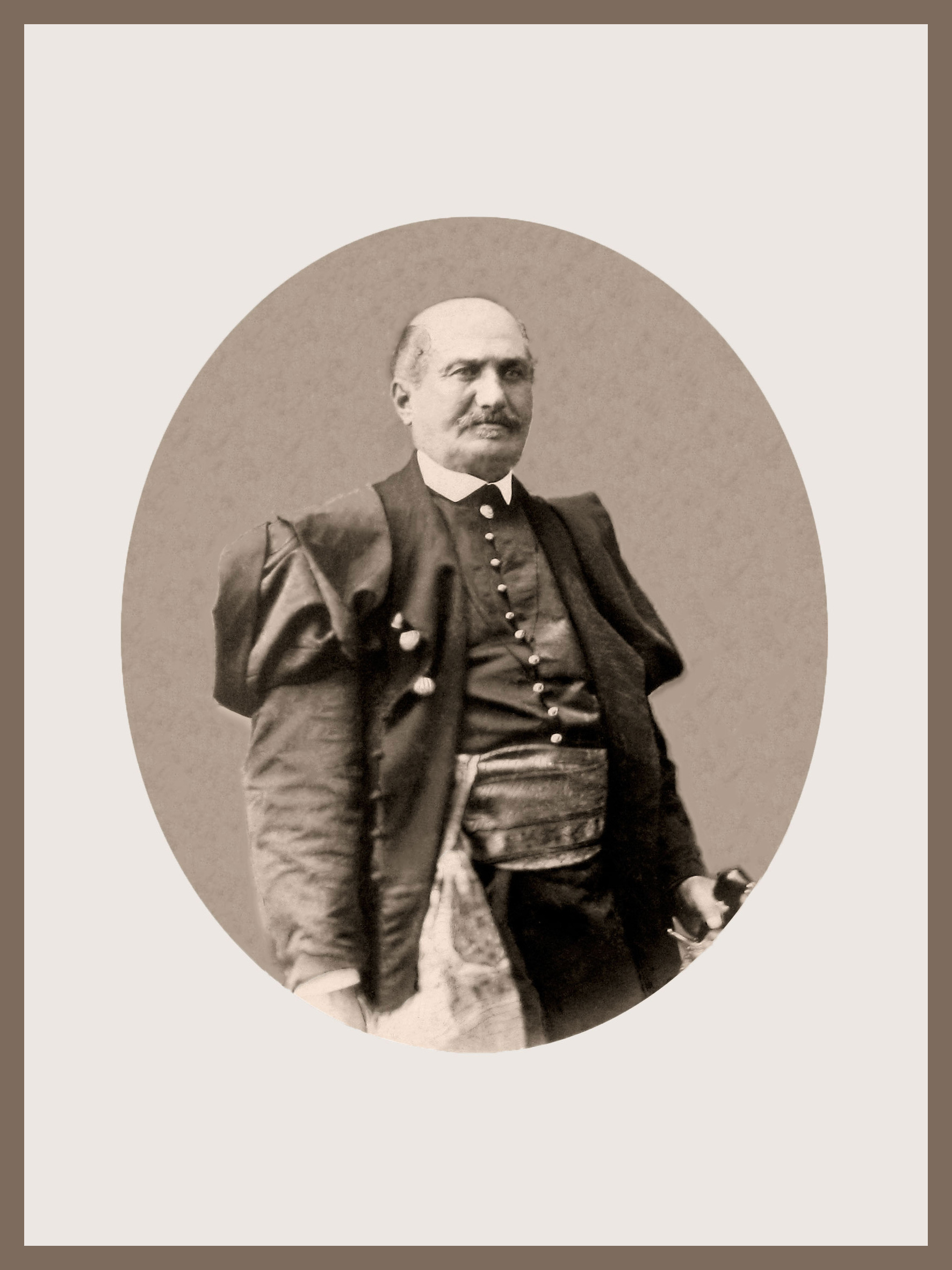
Teofil Wojciech Ostaszewski

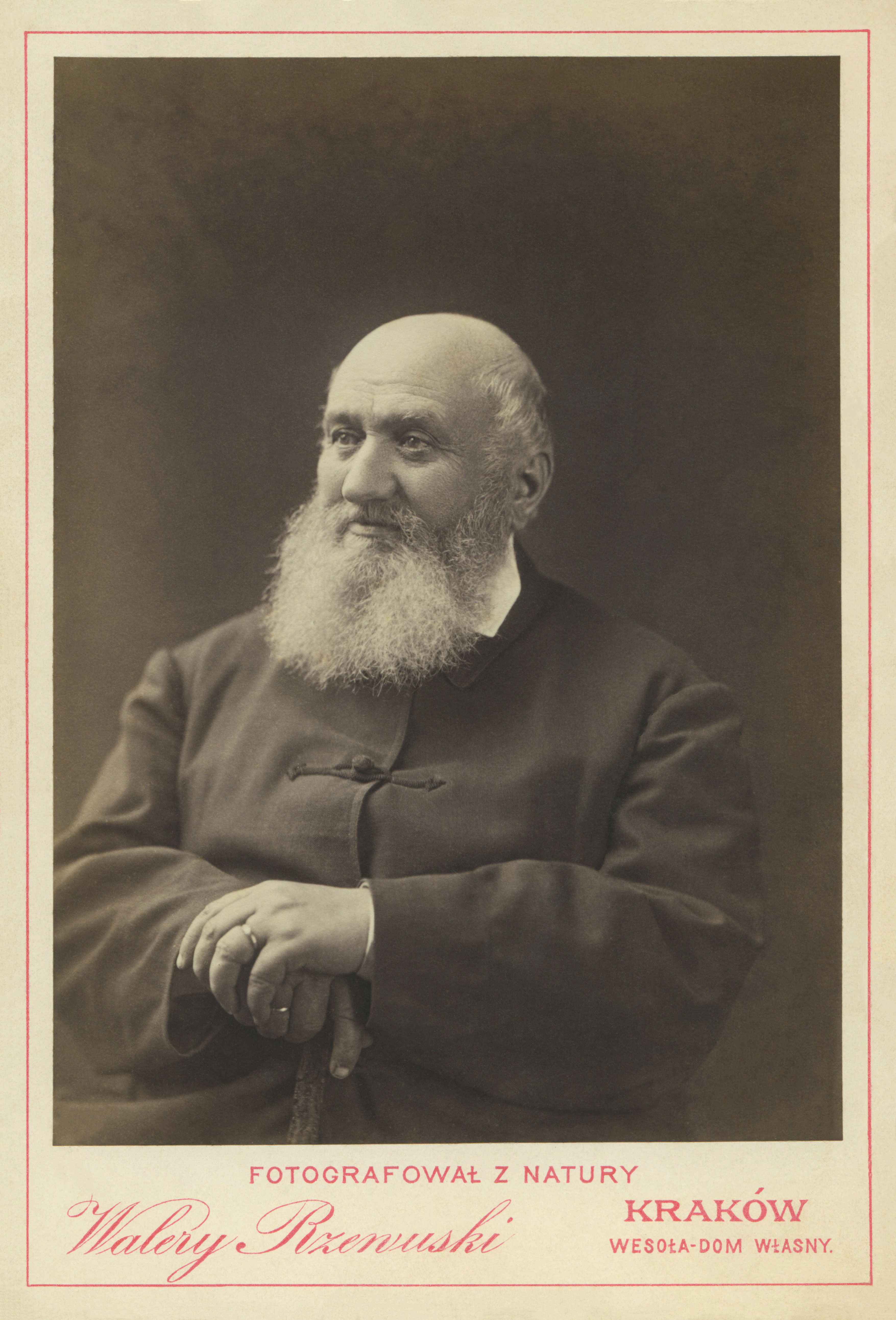
Teofil Wojciech Ostaszewski

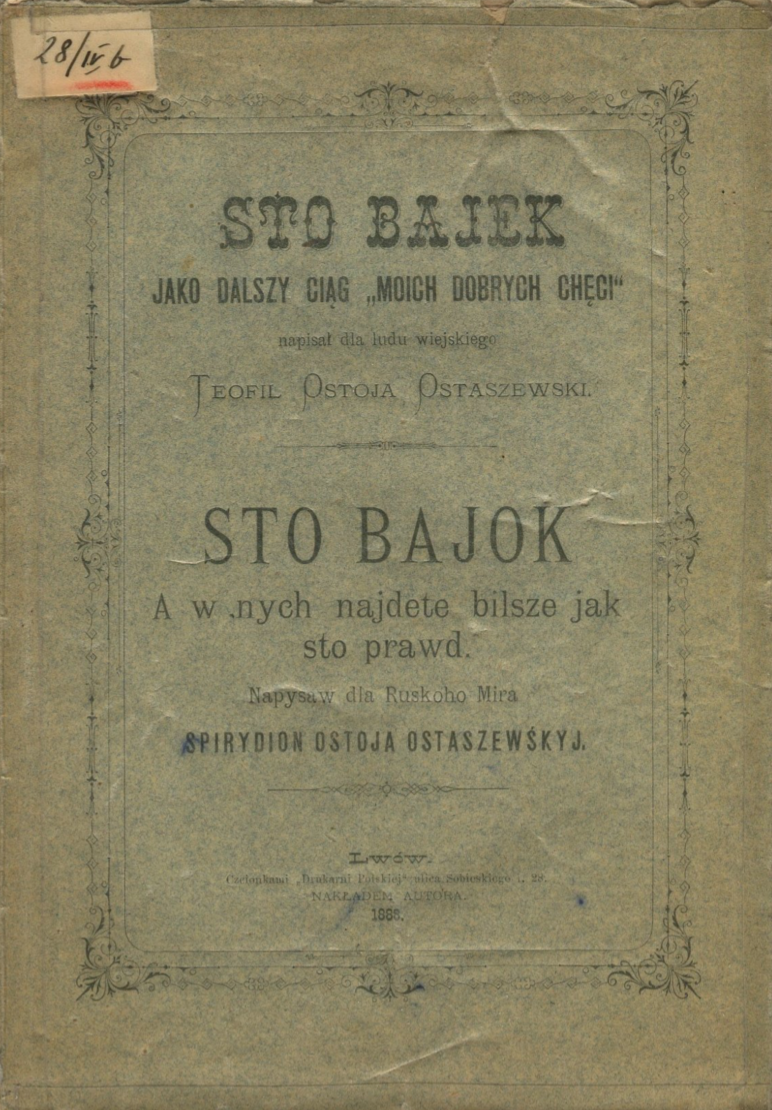
Teofil Ostaszewski, Sto bajek, Lwów 1888

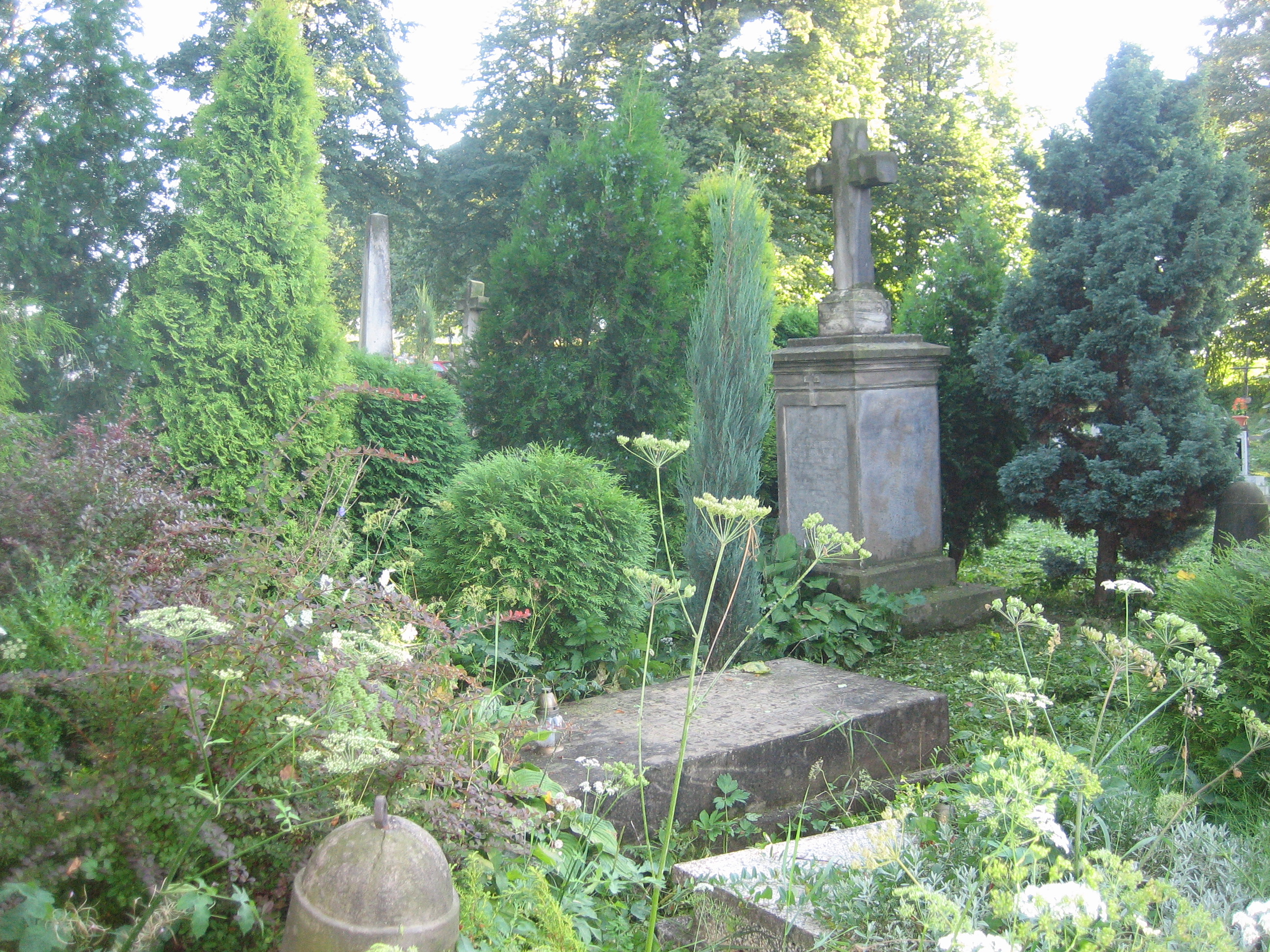
Nagrobek Teofila Ostaszewskiego na cmentarzu w Klimkówce

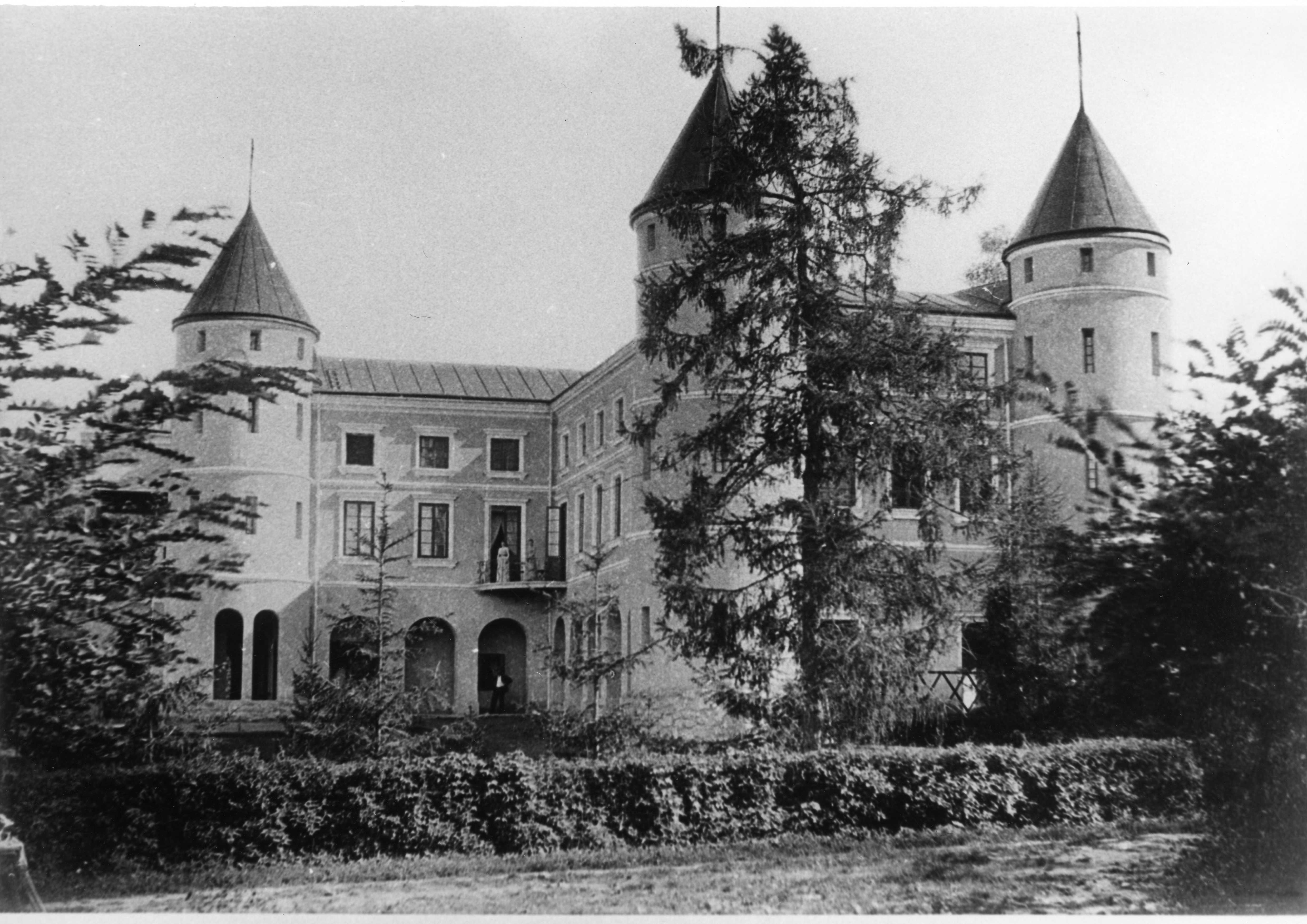
Wzdów

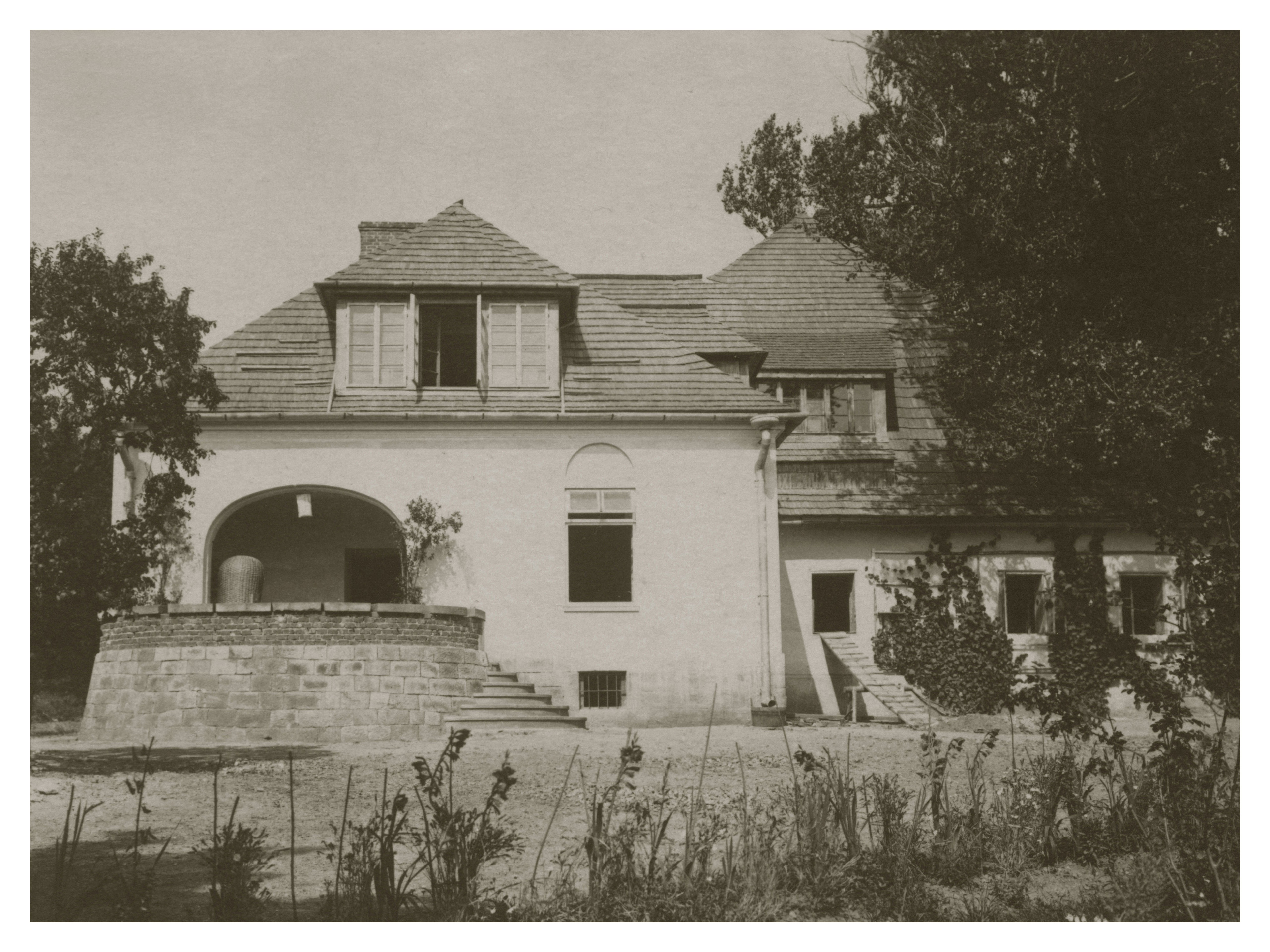
Dwór w Klimkówce

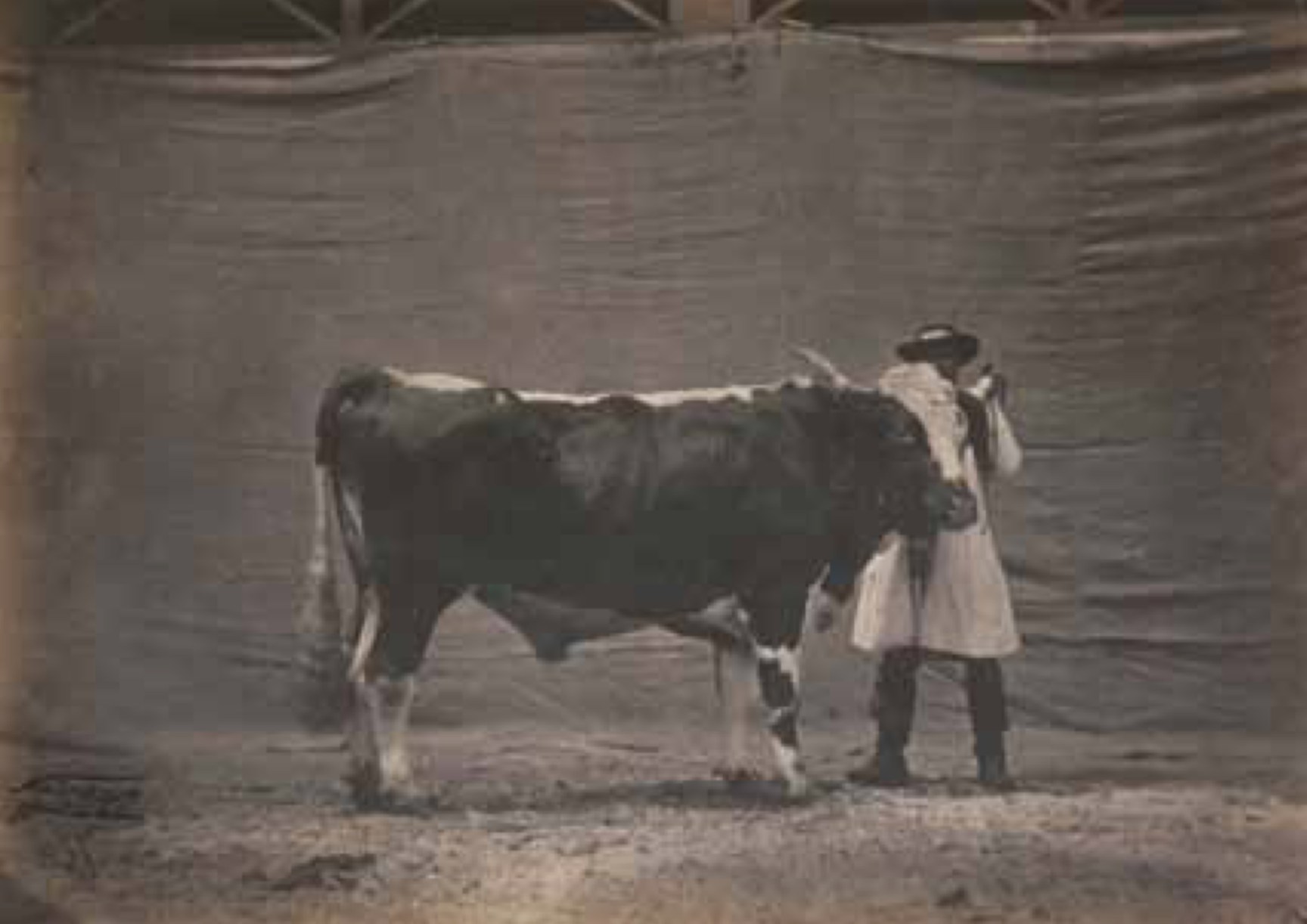
Byk rasy simentalskiej hodowli Teofila Ostaszewskiego na światowym konkursie rolniczym w Paryżu w 1856 roku

Teofil Wojciech Ostaszewski herbu Ostoja (ur. 1807 we Wzdowie, zm. 1889 tamże) – ziemianin, pisarz, działacz społeczny i gospodarczy, autor programu zniesienia pańszczyny, właściciel dóbr Wzdów, Grabownica i Klimkówka, członek Galicyjskiego Sejmu Stanowego, uczestnik Wiosny Ludów, marszałek powiatu brzozowskiego.

## Życiorys
Urodził się 3 maja 1807 we Wzdowie na Podkarpaciu w zaborze austriackim jako syn Sebastiana Ostaszewskiego (1755-1826) i Wiktorii z Łubkowskich (1770-1827), właścicieli ziemskich dóbr Wzdów w ziemi sanockiej. Przez pierwsze lata kształcił się w domu rodzinnym pod okiem prywatnych nauczycieli, następnie uczęszczał do gimnazjum w Przemyślu i Lwowie. W 1824 zapisał się na Uniwersytet Lwowski, lecz już po dwóch latach nauki na uniwersytecie odebrawszy wiadomość o śmierci ojca w 1826 roku powrócił do domu, by zająć się pozostawionym majątkiem.
W trakcie powstania listopadowego zaangażował się w akcję zbierania składek na cele wojskowe (pomagali mu w tym ziemianie z sanockiego: Leon Bukowski i Wiktor Gniewosz), a następnie wspierał uchodźców z zaboru rosyjskiego. W jego majątku znaleźli schronienie między innymi powstańcy z Pułku Jazdy Wołyńskiej Karola Różyckiego.
Pod koniec lat trzydziestych w czasie podróży zagranicznych nawiązał kontakty z emigracją we Francji. W 1840 wydał w Paryżu anonimowo pamflet „O oswobodzeniu Polski przez zniesienie pańszczyzny.” Wezwał w nim do likwidacji przeżytków feudalnych w Galicji. Dowodził, że z Polska nie wybije się na niepodległość bez przyznania chłopom wolności i ziemi. „Czyż może być kraj nazwany wolnym, gdzie jedna część narodu przywłaszcza sobie z prawem dziedzictwa wyraźną zwierzchność nad kilkunastoma milionami?” – pytał w swoim pamflecie. Uważał, że zniesienie pańszczyzny i uwłaszczenie powinno nastąpić pierwszego dnia powstania narodowego, natomiast kwestią rekompensaty dla ziemian powinien zająć się w przyszłości sejm. Był to jedyny całościowy projekt zmiany stosunków na wsi galicyjskiej oferujący rzeczywistą poprawę bytu chłopów zaproponowany ze stanowisk ziemiańskich. W swym programie wzywał także ziemian do wzmożonej pracy na rzecz oświaty chłopów. Już wcześniej, w 1829 roku, sam założył w swoim majątku we Wzdowie szkołę ludową. Popularyzowasł oświatę poprzez wyznaczanie nagród w drzewie i zbożu dla chłopów, którzy posyłali dzieci do szkoły. Nauczycieli finansował z własnych funduszy.
Jako członek Galicyjskiego Sejmu Stanowego agitował w latach 1843-1845 za reformami w stosunkach agrarnych i za podniesieniem poziomu oświaty ludowej.
W okresie przed wybuchem powstania w r. 1846 przybywało do niego do Wzdowa wielu emisariuszy rewolucyjnych, m.in. Julian Goslar i Teofil Wiśniowski, którym zaangażowanie Ostaszewskiego w działalność patriotyczną (zbierał m.in. składki na Polską Szkołę Wojskową w Paryżu) i zdecydowane poglądy na temat zniesienia pańszczyzny nasunęły myśl powierzenia mu czołowej roli w przyszłym powstaniu, do czego też próbowali go nakłonić. Pomimo namów nie przyjął jednak ich propozycji, uważając że powstanie jest niedostatecznie przygotowane i nie ma żadnych szans powodzenia.
Uwikłany wbrew własnej woli w wypadki 1846 roku, podczas których jego dwór został splądrowany przez bandy chłopskie, trafił na dwa lata do więzienia austriackiego we Lwowie oskarżony o niepowiadomienie władz o planowanym powstaniu narodowym i dopuszczenie do ogłoszenia deklaracji powstańczej w swoim majątku.
Uwolniony przez Wiosnę Ludów 1848 r. włączył się w organizowanie ruchu polskiego w Galicji. Po powrocie do Wzdowa podjął działalność polityczną i został komendantem Gwardii Narodowej w Sanoku, gdzie powołał też Radę Obwodową. W 1848 otrzymał tytuł honorowego obywatelstwa Sanoka.
W 1861 r. uczestniczył wraz z Franciszkiem Smolką i Adamem Sapiehą w deputacji do Wiednia, której celem było zamanifestowanie aspiracji polskich w zaborze austriackim.  W wyborach do autonomicznego Sejmu Krajowego utworzonego w Galicji w 1861 roku namawiał ziemian do popierania kandydatów nie spośród warstwy ziemiaństwa, lecz znanych autorytetów, zdolnych do przeprowadzenia reform. Na przykład w wyborach uzupełniających w 1866 poparł rektora Uniwersytetu Jagiellońskiego Józefa Majera
Po powstaniu styczniowym ukrywał we Wzdowie uciekinierów z zaboru rosyjskiego, za co ponownie znalazł się w austriackim areszcie.
Przede wszystkim poświęcił się jednak gospodarce. Po zniesieniu pańszczyzny w 1848 r. zaangażował się w akcję oświaty rolniczej, m.in. ucząc osobiście chłopów samodzielnego gospodarowania oraz rozpowszechniając czytelnictwo na wsi.
Po uzyskaniu przez Galicję swobód w ramach Monarchii Austro-Węgierskiej poświęcił się także działalności samorządowej. W latach 1879–84 był prezesem (marszałkiem) Rady Powiatowej w Brzozowie. Był członkiem deputacji miasta Sanoka, która w 1880 spotkała się z podróżującym po Galicji cesarzem Austrii Franciszkiem Józefem I w Krakowie i we Lwowie.
W 1868 r. wydał zbiór wierszowanych bajek „Moje dobre chęci, czyli powiastki i bajki z miejscowych zdarzeń wzięte od 1829 do 1868 r., spisane dla szkółki wiejskiej przez założyciela tejże we Wzdowie 1829 r.” Zachęcony ogromnym powodzeniem tego zbioru opublikował następnie kolejne dwa tomy, zatytułowane „Moje dobre chęci, czyli powiastki i bajki dla ludu wiejskiego w szczególności, w ogóle zaś dla równouprawnionych”, Zeszyt II (Kraków 1871) i „Moje dobre chęci, czyli powiastki, bajki, fraszki, gderania i gawędy, głównie dla włościan, z życia wzięte”, Zeszyt III (Kraków 1876).
Lwowski tygodnik literacki odnotował w 1876 roku, że autor “w formie przystępnej, rymowanej, opowiada bajki, powiastki i fraszki, w których mieszczą się zdrowe rady, poczciwe przestrogi i najrozmaitsze prawdy tak rodzinne jak społeczne. Forma nie jest wyszukaną, ale mimo to wiersz płynie autorowi potoczyście i rzadko utyka. Pan Ostaszewski przeznaczył swoje ‘dobre chęci’ głównie dla włościan, ale i nie-włościanie mogą broszurę z pożytkiem odczytać”.
Czwartym, ostatnim zbiorem było „Sto bajek”, wydane w 1888 r. razem z ukraińskimi wierszami Spirydiona Ostaszewskiego (1797-1875), właściciela ziemskiego z Podola rosyjskiego. Zbiór ten uzyskał publiczną pochwałę Rady Szkolnej, która zaleciła go szkołom wiejskim i czytelniom. Zawierał on wierszowane opowiadania, jak np. to:

Świat uznał, że najlepiej się rządzą wybrańce.
Zwierzęta to zwietrzywszy, aż za lasów krańce,
Do wszelkiego gatunku wici rozesłały,
By się licznie zwierzęta w dniu pewnym zebrały.
Leniwe i niedbałe kozły i zające,
Całkiem o dobro wspólne i byt nie dbające,
Nie przybyły na wybór… A lisy sprytniejsze,
Widząc dla swego rodu chwile pomyślniejsze,
Z wilkami się zwąchały – licznie się zebrały,
Wilkom przeprowadzenie, sobie ster przyznały.
Wilki i lisy mądre, władzę uchwyciły,
Razem nad zającami srogo się pastwiły.
Żeru im odmawiały, w końcu je wyjadły,
Niedołężne plemiona na zawsze przepadły.
Wyborcy swą ślepotę niech wcześnie poznają,
Bo wpływ i mienie swoje całkiem postradają.
Teofil Ostaszewski, Sto bajek
W sprawie druku swych utworów, zwłaszcza bajek, których sporo miał jeszcze w rękopisie, utrzymywał kontakty z pisarzami Józefem Ignacym Kraszewskim i Władysławem Bełzą.
Był właścicielem kilku majątków ziemskich. Oprócz dóbr ziemskich po rodzicach we Wzdowie przejął w 1854 po stryju Józefie Ostaszewskim dobra Klimkówka oraz zakupił w 1845 majątek Grabownicę, a w 1884 także Jasionów (ten ostatni jako posag dla swej córki Marii, zamężnej z Augustem Dzieduszyckim). Powierzchnia jego majątków: Wzdowa, Klimkówki i Grabownicy wynosiła ok. 2000 hektarów. Dążył w swych majątkach do rozwoju rolnictwa i hodowli. Anna z Działyńskich Potocka, współzałożycielka uzdrowiska Rymanów-Zdrój, zanotowała w swoim pamiętniku: „Od strony Brzozowa sąsiadowali z nami państwo Ostaszewscy. Było tam przepiękne gospodarstwo we Wzdowie, śliczne inwentarze nagradzane wieloma medalami na wystawach krajowych i zagranicznych. Mieli kilka prześlicznych majątków; Grabownica i najbliższa nam Klimkówka do nich należała.”
W swym gospodarstwie kładł nacisk przede wszystkim na hodowlę koni i bydła szwajcarskiego, które sprowadził pierwszy do Galicji i bardzo umiejętnie hodował przez 60 lat. Jego dokonania w zakresie racjonalizacji gospodarki rolnej przyniosły mu uznanie współczesnych. Raport Galicyjskiego Towarzystwa Gospodarskiego z 1883 r. podkreślał, że był on „pierwszym w kraju, który zajął się ze znajomością, energią i wytrwałością niezwykłą chowem bydła i podniósł go nie tylko w Galicji, ale i za kordonem”, a znawca przedmiotu, prof. Antoni Barański pisał w 1889 r., że dzięki sukcesom na międzynarodowych wystawach Ostaszewski „rozniósł sławę polskiego hodowcy poza granice kraju”.
Jego inwentarze (w tym bydło szwajcarskie rasy simentalskiej) odnosiły sukcesy na wielu wystawach rolniczych. Jego eksportowa obora bydła berneńskiego otrzymywała liczne nagrody, m.in. medale na wystawach we Lwowie (1850, 1874), Warszawie (1858, 1859, 1860), Paryżu (1856, 1867) i Wiedniu (1870). Zdjęcia hodowanych przez niego zwierząt z połowy XIX wieku, w tym fotografie ze światowego konkursu rolniczego w Paryżu w 1856 roku (zob. poniżej) należą do najstarszych zachowanych fotografii zwierząt hodowlanych w Polsce. Na Wystawie Powszechnej w Wiedniu 1873 za swoje osiągnięcia w hodowli zwierząt został uhonorowany medalem i dyplomem uznania, a
jego inwentarze na wiedeńskiej wystawie były opisywane nawet przez prestiżowy brytyjski „Journal of the Royal Agricultural Society of England.
Jego zainteresowania hodowlane znajdowały też ujście w publicystyce. Artykuły o rolnictwie zamieszczał w poczytnym wśród ziemian tygodniku „Rolnik”. Współpracował z organizacjami gospodarczymi: Towarzystwem Rolniczym Krakowskim i Galicyjskim Towarzystwem Gospodarskim we Lwowie (był współzałożycielem w 1845 roku i honorowym członkiem tego ostatniego). Brał czynny udział w dyskusjach i debatach krajowych nad podniesieniem poziomu rolnictwa i hodowli w Galicji.
Debaty na temat rolnictwa przybierały w Galicji niekiedy nieoczekiwany obrót i pozwalały Ostaszewskiemu wykazać się wrodzonym dowcipem, nawet w tak technicznych sprawach, jak hodowla bydła. Na przykład w lutym 1871 roku podczas posiedzenia Towarzystwa gospodarczo-rolniczego krakowskiego i dyskusji nad sprowadzaniem do Galicji rasowego bydła holenderskiego, jeden z członków Towarzystwa, Erazm Niedzielski złożył postulat, aby – jak czytamy w sprawozdaniu z tej debaty – “udać się do Ministerstwa z prośbą, ażeby przez ambasadę w Hadze buhaje dla nas sprowadzało”. Jak czytamy dalej w tym samym sprawozdaniu z debaty, „pan Ostaszewski nie podziela pomysłu poprzedniego mówcy, i dziękuje za buhaje w dyplomatycznej drodze nabyte, gdyż nie wierzy w kwalifikacje ambasad do podobnych czynności.”.
Według relacji rolników we Wzdowie, spisanych już w XX wieku „kiedy chłopi ze Wzdowa czy z wiosek sąsiednich , czy nawet jałmużnicy weszli w obejście dworskie Ostaszewskiego Teofila i nosili czapkę pod pachą, chodząc zgięci tytułowali go Jaśnie Panem, to Teofil karcił ich za taką poddańczą i niewolniczą postawę, mówiąc: Czego mospanie jęczycie i brzęczycie? Wyprostujcie się mospanie, włóżcie czapkę mospanie na głowę i mówcie mospanie czego wam trzeba, czego chcecie. Nie nazywajcie mnie mospanie jaśniepanem, bo ja z takiego samego błota jak wy. To jaśnie już niedługo piorun trzaśnie, a panie mospanie zostanie.”.
Z małżeństwa z Emmą z hr. Załuskich, z którą ożenił się 15 kwietnia 1849 roku w Wiedniu, pozostawił czworo dzieci: córkę Marię, zamężną za Augustem hr. Dzieduszyckim i trzech synów: Adama (pioniera polskiej awiacji, który odziedziczył po nim dobra Wzdów), Stanisława – znanego przedsiębiorcę i nafciarza oraz Kazimierza Ostaszewskiego – wybitnego hodowcę koni wyścigowych.
Zmarł dnia 10 sierpnia 1889 we Wzdowie. Jego śmierć odnotowała prasa polska i zagraniczna, szczególnie podkreślając wkład Ostaszewskiego w rozwój rolnictwa polskiego. Pochowany został na cmentarzu w Klimkówce.